# Distrikt Tawau
Der Distrikt Tawau ist ein Verwaltungsbezirk im malaysischen Bundesstaat Sabah. Verwaltungssitz ist die Stadt Tawau. Der Distrikt Tawau ist Teil des Gebietes Tawau Division, zu dem die Distrikte Kunak, Lahad Datu, Semporna und Tawau gehören.

## Demographie
Tawau hat 372.615 Einwohner (Stand: 2020). 2010 war der Distrikt Tawau – bezogen auf die Einwohnerzahl – mit 397.673 Einwohnern nach Kota Kinabalu der zweitgrößte der 25 Distrikte Sabahs.

## Verwaltungssitz
Verwaltungssitz des Distrikts ist die Stadt Tawau. Die Verwaltung des Distrikts wie auch der Stadt erfolgt durch das Tawau Municipal Council. Das Tawau Municipal Council wurde am 1. Januar 1982 durch Verschmelzung des Tawau Town Board und des Tawau Rural District Councils ins Leben gerufen.

## Geschichte
Die Verwaltung Tawaus wandelte sich im Lauf seiner Geschichte mehrfach. Ab 1890 erfolgte die Verwaltung zunächst durch die North Borneo Chartered Company, die diese Aufgabe wechselnd in die Hände verschiedener Residenten, Distriktoffizieren oder Anwärtern auf das Amt des district officers legte.
Während der Japanischen Besatzungszeit erfolgte die Verwaltung durch japanisches Militärpersonal. Das bewährte Vorkriegs-Verwaltungssystem wurde nach der Niederlage der Japaner durch die Britische Kolonialregierung fortgeführt. Auch nach 1963 setzte der malaysische Staat bis 1981 weiterhin Residenten und Distriktoffiziere ein.
Die Nachkriegsverwaltung der Stadt war von 1948 bis 1955 durch die Vorgaben des Reconstruction and Development Plan, ausgearbeitet vom Entwicklungsbeauftragten der Regierung, E. W. Ellison, eng an die britische Kolonialregierung gebunden. Erst 1955 bekam die Stadt mit der Gründung des Tawau Town Board die volle Kontrolle über ihre Finanzen und die Verwaltung ihrer öffentlichen Ämter zurück. Zum 1. Januar 1982 erfolgte eine Verschmelzung des Tawau Town Board und des Tawau Rural District Councils zum Tawau Municipal Council.
Im März 1983 wurde Tawau verwaltungstechnisch in vier Gebiete unterteilt: Stadtgebiet (5.918 Hektar), Vorstädte (4.783 Hektar), Umland (591.384 Hektar) und Seegebiet (26.592 Hektar).

## Weitere Behörden

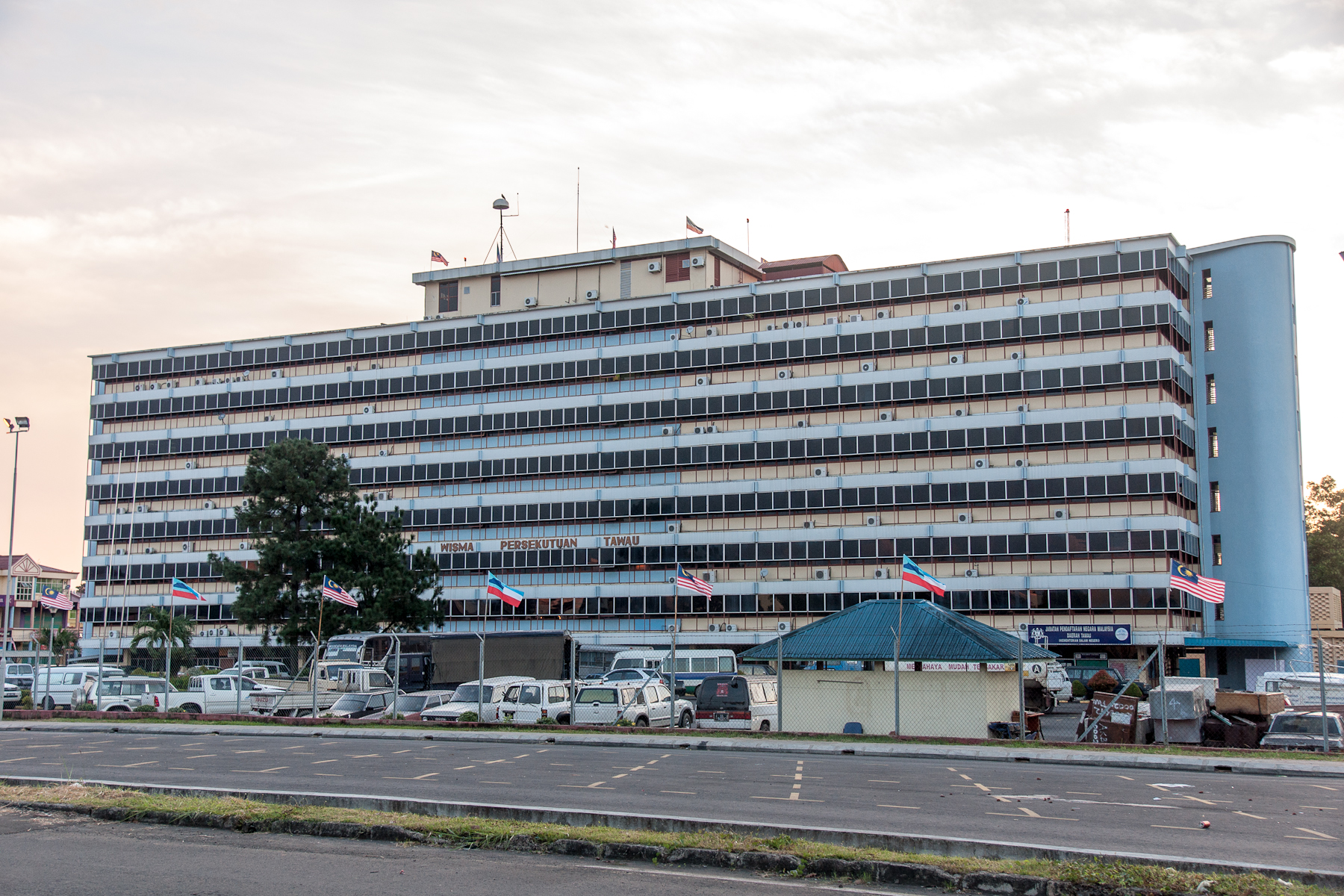
Wisma Persekutuan Tawau

Das Verwaltungsgebäude „Wisma Persekutuan Tawau“ beherbergt verschiedene staatliche und bundesstaatliche Einrichtungen bzw. Zweigstellen verschiedener Ministerien wie zum Beispiel die Einwanderungsbehörde (Jabatan Imigresen) oder die Schulaufsichtsbehörde (Jemaah Nazir Sekolah Sabah). Der Eigentümer des Gebäudes ist das Prime Minister’s Department, das dem malaysischen Premierminister untersteht. Das Gebäude wurde 1984 in Betrieb genommen.